# Juniperus tsukusiensis
Juniperus tsukusiensis là một loài thực vật hạt trần trong họ Cupressaceae. Loài này được Masam. mô tả khoa học đầu tiên năm 1930.